# Alika Milova
Alika Milova, född 5 september 2002 i Narva, är en estnisk sångare.
I ung ålder började hon delta i olika musik- och talangtävlingar. 2021 vann hon talangprogrammet Eesti otsib superstaari och släppte därefter sin debutsingel "Õnnenumber".
Hon representerade Estland i Eurovision Song Contest 2023 med låten "Bridges".